# Juillet 1880

## Événements
- 3 juillet : la conférence de Madrid ouverte en mai sur les privilèges capitulaires des Européens au Maroc se termine par la confirmation des privilèges définis par la convention Béclard : maintien du droit de protection et exemption d’impôts pour les ressortissants et protégés des puissances étrangères et généralisation de la clause de la nation la plus favorisée.

- 6 juillet, France : le 14 juillet devient la Fête nationale française. Adoption du drapeau tricolore

- 8 juillet, France :création de la commune de Bézenet

- 11 juillet, France : amnistie des Communards.

- 12 juillet, France : le repos dominical obligatoire est supprimé[1]

- 13 juillet, France : création de l'École normale supérieure de jeunes filles de Fontenay.

- 22 juillet : Abd al-Rahman Khan, petit-fils de Dost Mohammad, monte sur le trône d'Afghanistan (fin en 1901). Pendant son règne, il règle des conflits territoriaux avec l’Inde et la Russie, créé une armée de métier, et affaiblit les pouvoirs de plusieurs chefs tribaux.

- 25 juillet : le vapeur Neptune coule lors d’une tempête sur le lac de Bienne. On déplore 15 victimes.

- 27 juillet : victoire afghane sur les Britanniques à la bataille de Maiwand.

## Naissances
- 1er juillet : Gaspard Van den Bussche, journaliste français.
- 8 juillet : 
  - Henri Donnedieu de Vabres (mort le 14 février 1952), professeur de droit français
  - Jean-Baptiste Dupilet (mort le 26 juin 1952), homme politique français

- 16 juillet : « Lagartijo Chico » (Rafael Molina Martínez), matador espagnol († 8 avril 1910).